# Dr. Jart+
Dr. Jart+ (хангиль : 닥터자르트; читається Доктор Джарт) — південнокорейський бренд догляду за шкірою. Він був створений у 2004 році підприємцем Лі Джин-Вуком за участю дерматолога доктора Джун Сон-Чже. Їхня назва є абревіатурою «Doctor Joins Art».

## Історія
У 2003 році підприємець Лі Джин-Ук почав досліджувати продукт під назвою BB крем.  Доктор Джун Сон-Чже мав власну сеульську практику з 2001 року, де тестував нові методи лікування пацієнтів із серйозними проблемами шкіри.  Лі звернувся до Чона з проханням долучитися до Dr. Jart+, щоб донести формулювання доктора Джуна до ширшої аудиторії.

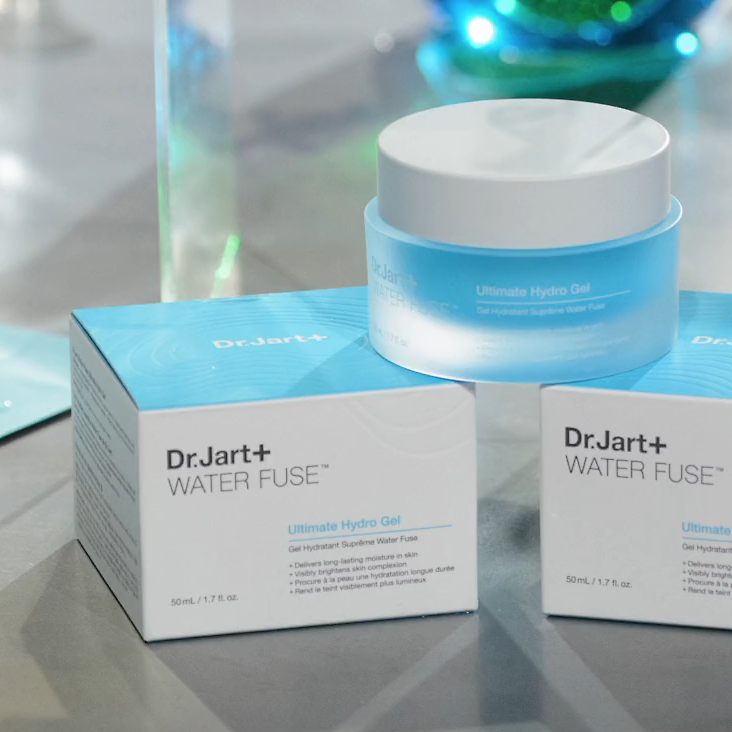
Представлений продукт із колекції Water Fuse Dr. Jart+.

Dr. Jart+ розроблявся протягом трьох років, перш ніж був представлений виключно в дерматологічних клініках. Його було офіційно запущено в грудні 2004 року Dr. Jart+ спочатку продавався через електронну комерцію.  Дохід компанії у 2005 році склав 500 мільйонів вон, але почав збільшуватися через сарафанне радіо в інтернет-магазині SkinRx Lab. До 2008 року продажі склали сім мільярдів доларів.
У перші дні Lee зосереджувався переважно на експорті Dr. Jart+ за межі Азії, розраховуючи на те, що популярність бренду на азіатських територіях прийде після того, як він буде першопрохідцем на більш «важких» ринках.  Бренд уклав партнерські відносини з японським універмагом Takashimaya в червні 2009 року, щоб продавати свою продукцію на його нині зачиненому магазині на П’ятій авеню, що фактично зробило Dr. Jart+ першим корейським брендом після Amorepacific, присутнім у Нью-Йорку. Компанія вийшла на американський ринок на початку 2011 року з роздрібним магазином косметики Sephora, пропонуючи два BB-креми в десяти своїх місцях на той час.  The New York Times назвала цей запуск «[прокладкою] шляху для вторгнення корейської краси в Сполучені Штати». Відтоді бренд розширився до продажу 50 продуктів у всіх торгових точках Sephora.